# Grupa zbytkových tříd
Grupa zbytkových tříd je pojem z matematiky. Jedná se o dvojici (ℤn,+).

## Popis
Tato grupa má vždy n prvků. Je to cyklická grupa, neboť jejím generátorem je vždy alespoň [1]n. Je to grupa, neboť asociativitu zdědila ze sčítání v celých číslech, neutrálním prvkem je zde [0]n a k [a]n je inverzní prvek [-a]n.